# Туун-К'аб-Хіш
Туун-К'аб-Хіш (д/н — бл. 546) — ахав (цар) Кануля з бл. 520 до бл. 546 року. Ім'я перекладається як «Кам'яна Рука Ягуара» (або «Кам'янолапий Оцелот»). Заклав основу першого піднесення своєї держави.

## Життєпис
Син ахава Йукноом-Ч'еєна I. Дата його інтронізації невідома, проте в написі на так званому «Даллаському вівтарі» повідомляється про те, що в день 9.4.5.6.16, 12 Кіб 9 Паш (5 лютого 520 року) донька Туун-К'аб'-Хіша — Іш-Наах -Ек' — «прибула» до Сак-Нікте' (Ла-Корона) і стала дружиною місцевого ахава. Тому вважається, що Туун-К'аб-Хіш зійшов на трон раніше 520 року.
Династичний союз з царством Сан-Нікте' свідчив про прагнення Туун-К'аб-Хіша зміцнити позиції Канульської держави в центральному Петені, що не могло не призвести до зіткнення з мутульським царством, яке на той час домінувало в Петені.
Туун-К'аб-Хіш воював проти царства Хушбахті' (Ріо-Асуль), розташованого в 106 км на південь від Ц'ібанче, що було союзником Мутуля. Прямих свідчень про цю війну в написах немає, але археологічні дані свідчать про те, що в VI ст. Ріо-Асуль піддався жорстокому розгрому. Водночас відомо, що родючі землі на схід від річки Ішканаріо, що були у володінні Хушбахті', перейшли до царства Б'уук, васала Кануля.
Після цього ахав Канульського царства укладає союз з державою Йокіб-К'ін. Це призводить до війни з Па'чанським царством, ворогом останнього. В день 9.5.2.10.6, 1 Кімі 14 Муваан (16 січня 537 року) па'чанський цар К'ініч-Татбу'-Холь II захопив у полон Навакаль-Тіпіна, людину з роду Туун-К'аб-Хіша. Проте це не суттєво позначилося на потузі Канульської держави.
Водночас до початку 540-х років вдалося встановити зверхність над Саальським царством. 9.5.12.0.4, 6 Кн 2 Сип (7 травня 546 року) його ахав — Ах-Восаль-Чан-К'ініч — обійняв владу як васал Туун-К'аб-Хіша. До кінця життя цього ахава Канульське царство встановило контроль над усіма сусідніми державами. Дата його смерті невідома, вважається близько 546, але до 551 року.

## Родина
- Іш-...-Наах-Ек', дружина ахава Сак-Нікте'